# St. Walpurgis (Helmstedt)

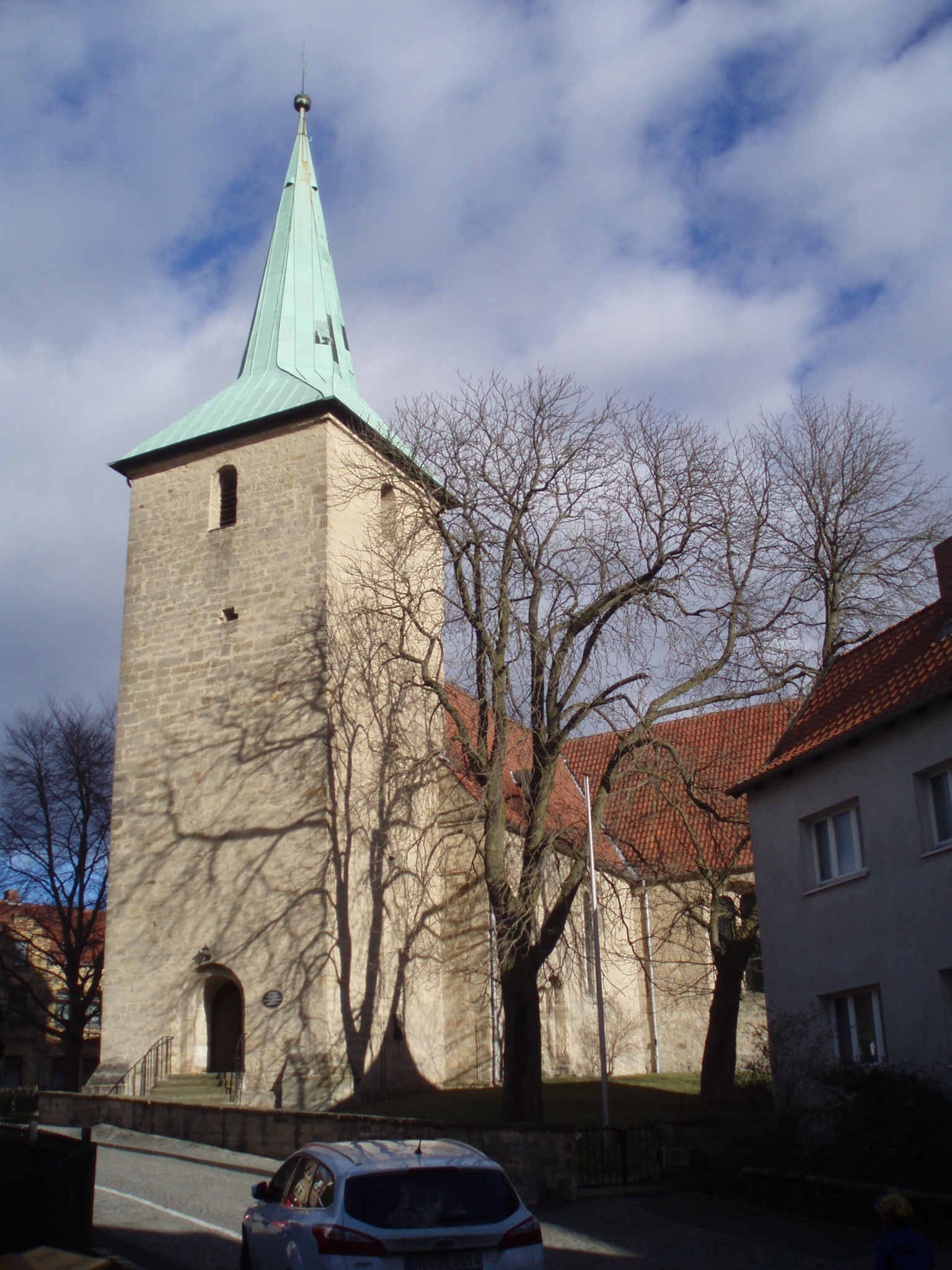
St. Walpurgis, 2014

St. Walpurgis ist eine evangelisch-lutherische Kirche in Helmstedt in Niedersachsen.
Die Kirche war einst Pfarrkirche des Dorfes Strevelingerode, das im ausgehenden 10. Jahrhundert zum Kloster St. Ludgeri gehörte. 1160 wurde sie als Kapelle erstmals urkundlich erwähnt. Bereits 1220 wurde die Kirche durch den Bau der Stadtmauer in das Stadtgebiet von Helmstedt einbezogen. Durch die Einführung der Reformation wurde St. Walpurgis nicht mehr Pfarrkirche, sondern als eine Nebenkirche von St. Stephani in Helmstedt genutzt, so dass fortan Taufen und Trauungen hier nicht mehr stattfanden.